# トラピスト修道院

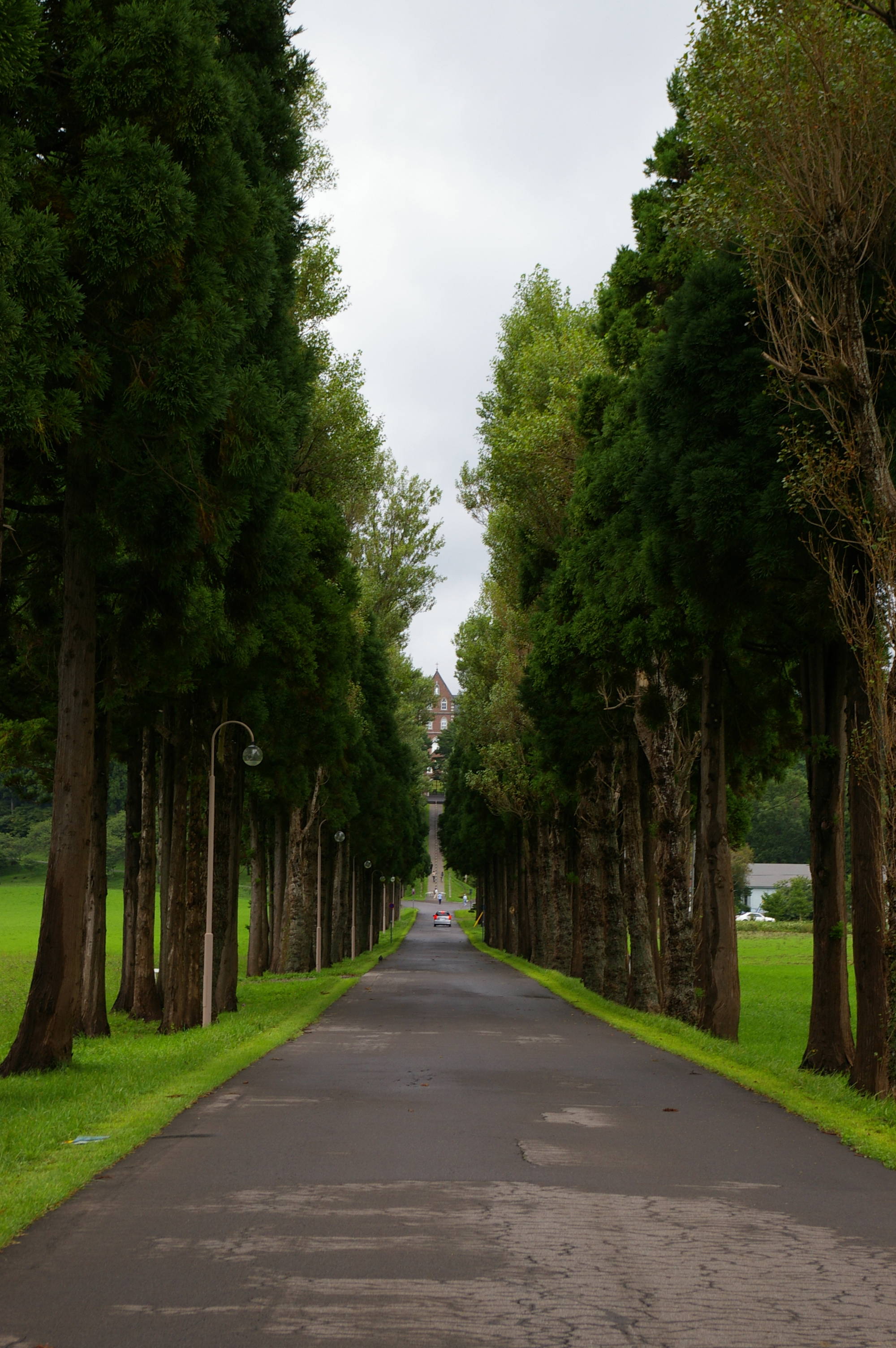
修道院に至る杉並木（ローマへの道）

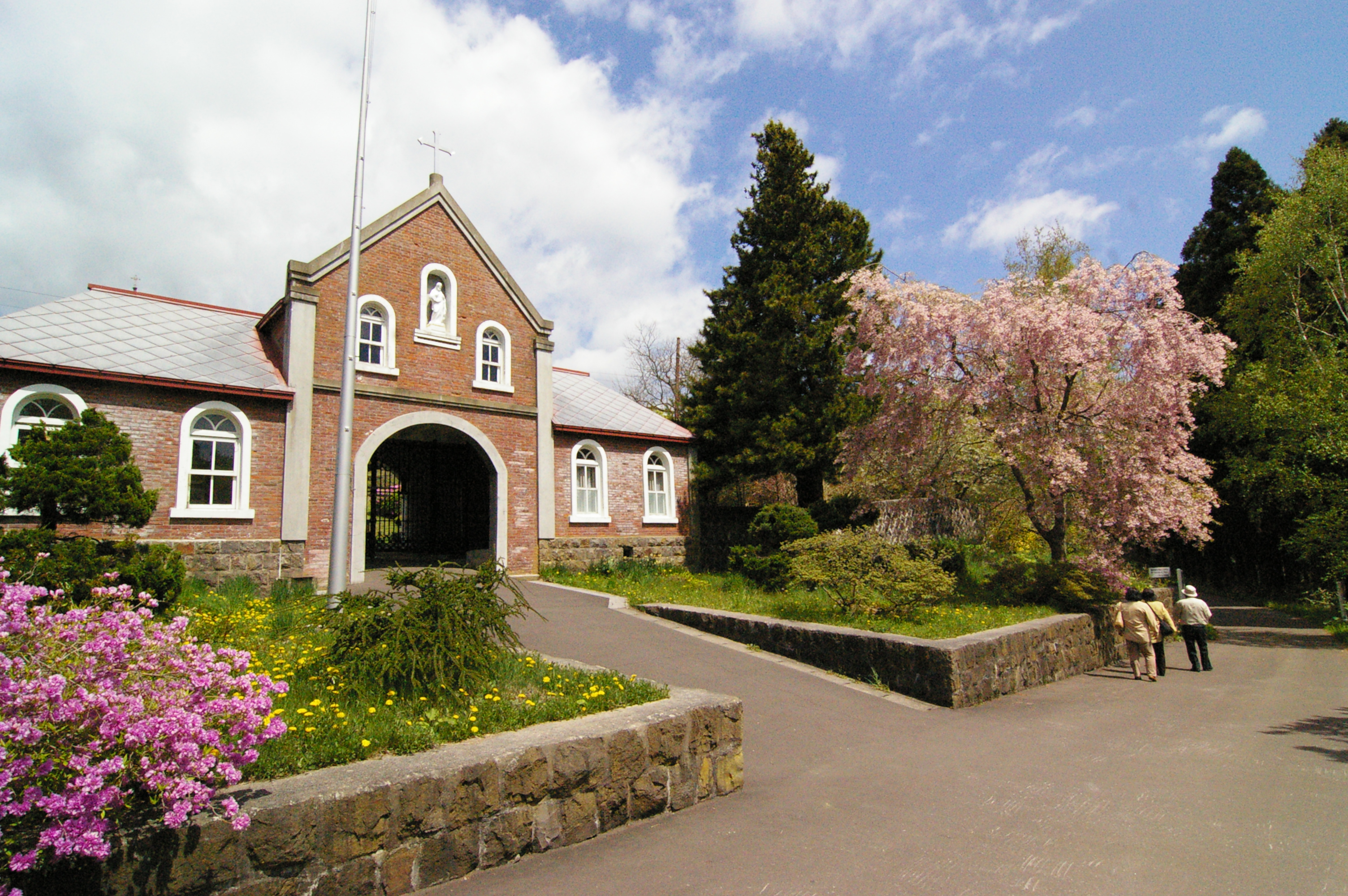
正門前の桜

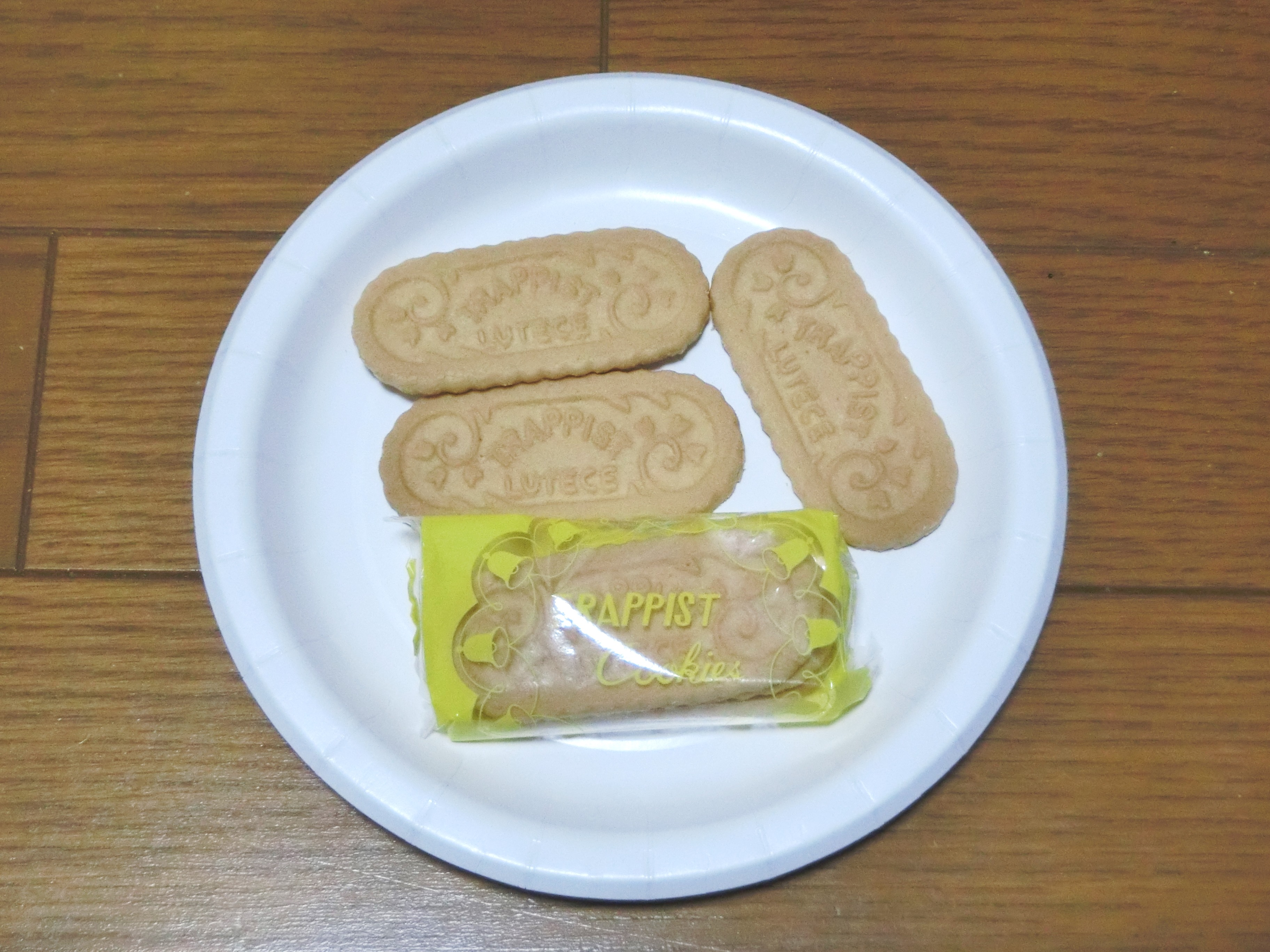
トラピストクッキー

トラピスト修道院（トラピストしゅうどういん）は、カトリックの修道会の一つである厳律シトー会（トラピスト会）の修道院で、日本では主に北海道北斗市三ツ石（渡島当別）に所在する灯台の聖母トラピスト大修道院（とうだいのせいぼトラピストだいしゅうどういん）の通称となっている。(女人禁制)

## 沿革
1894年（明治27年）、当時の函館教区教区長・A．ベルリオーズ司教がトラピスト会総長に日本に創立の可能性を打診したのが始まりである。信徒により函館市郊外・当別の原野が寄進され、1896年（明治29年）10月末には9名の修道士の来日をみた。そして、同年11月21日聖母奉献の祝日にベルリオーズ司教の司式で修道院の開院式が開かれて、教会法的に正式な創立となった。新修道院は付近の葛登支（かっとし）灯台にちなみ、灯台の聖母修道院と名付けられた。所在地から当別修道院と呼ばれることもある。
1897年（明治30年）1月、ノルマンディー地方にあるブリックベック修道院の副院長であるジェラール・プゥイエが、修道院長として来日し、当別に着任する。1898年（明治31年）4月30日には、函館湯川に女子トラピスチヌ修道院天使園が創立される。
1908年（明治41年）、当別小教区が創設された。当初は当別修道院に併設されていたトラピスト学園（孤児院）の聖堂が使用されたが、プゥイエ（帰化して岡田普理衛と名乗る）によって当院の門前に聖堂が建てられ、1917年（大正6年）に祝別、聖リタに捧げられた。以来、当院の司祭が司牧している。本来、観想修道会である厳律シトー会の司祭が小教区を司牧することはないのであるが、当院は例外的に許可を受けている。聖堂は、その形から『まるみ堂』とも呼ばれた。
1935年（昭和10年）の総会で、灯台の聖母修道院は大修道院に昇格する。
現在、当別修道院の他、男子修道院としては1980年（昭和55年）大分県速見郡日出町に開設された『お告げの聖母修道院』（大分トラピスト修道院）を、また女子修道院はトラピスチヌ修道院の他、国内に四ヵ所、海外（韓国）に1ヵ所を子院として持ち、会員は「祈り働け」をモットーに、各修道院にて労働と祈りの日々を送っている。
童謡「赤とんぼ」の作詞者である詩人の三木露風は30代の初めの頃、プゥイエ院長の招きで当院の文学概論、美学論などの講師として妻とともに4年間を当別で過ごし、その間に夫婦で受洗してカトリック信者となった。また、男爵イモの開発者である男爵・川田龍吉も、その晩年に当別教会にて、D.ベネディクト大修道院長によって洗礼を授けられた。
当別修道院や大分修道院で作られたバター、バター飴やクッキーは有名で、好評を博している。

## 日中戦争・太平洋戦争の影響
- 1937年（昭和12年）7月7日に日中戦争が勃発すると、修道院敷地もすべて函館要塞地域に組み込まれ、写真撮影が禁止され、絵ハガキ、バター缶も軍の検閲が要求される。同時に警察の圧力も強まる。日中戦争と太平洋戦争に若年修道士14名が次々と徴兵され、4名が戦死した。同年秋から翌年秋にかけて、西側建物（食堂、ノビシア、病室）が建設された（煉瓦造り2階建）。
- 1939年（昭和14年）
  - ブリックベック大修院長 D.モール・ダニエルが辞任する。
- 1940年（昭和15年）
  - 2月2日 - D.マリー・ジョセフ・マルキー、ブリックベック大修院長に選出される。
- 1942年（昭和17年）
  - 8月中旬 - D.ベネディクト大院長、中国のトラピスト修道院視察の帰途、特高の妨害に会う。帰院後、家宅捜索を受け、警察に拘留された。当別での居住が困難となり、福岡県の新田原分院に居を移す。
- 1944年（昭和19年）
  - 5月29日 - D.ベネディクト大修院長、アレキシオ野田如安神父を臨時修院長に指命する。
  - 7月 - 福岡県新田原分院を閉鎖した。
- 1945年（昭和20年）
  - 4月 - 千島列島から引き揚げた残存舟艇部隊が当別に宿泊した。その一部は修道院の客舎、聖堂、本館を接収し、炭焼き、牛飼いなどをして生活を始める。
  - 6月29日 - 戦火に会い、学業が続けられなくなった東京大神学校より野田時助校長（後の新潟知牧）を始め神学生一行7名が疎開した。その後も次々と来院して、計16名となる。以後1年余り滞在して、修道士に準じた生活を送る。3名を除いて司祭に叙階され、そのうちで白柳誠一神学生は後に東京大司教・枢機卿となる。
  - 7月14日 - 函館大空襲により連絡船12、鉄道車輛120、民家400、死者4,800の被害を受ける。
  - 8月15日 - アレキシオ修道院長、修道士、神学生は野田校長室に集まり、ラジオで終戦の詔勅を聞く。

## その他
- 当修道院では、内部の見学が可能である。但し、事前申し込みが必要で、かつ男子のみとなる。